# Derailed - Punto d'impatto
Derailed - Punto d'impatto è un film d'azione del 2002, diretto dal regista Bob Misiorowski ed interpretato da Jean-Claude Van Damme e Tomas Arana.

## Trama
A notte fonda una donna si trova con la sua auto nei pressi di un edificio militare slovacco. Si ferma fingendo di avere un problema al motore, e con l'inganno assale un soldato, si intrufola nell'edificio e ruba un contenitore metallico dentro una cassaforte.
A Vienna, Jacques Kristoff agente della NATO, viene incaricato da Lars di scortare Galina Kostantin fino a Monaco in treno, mandando perciò all'aria le vacanza con la famiglia. Seguendo le istruzioni Jacques si reca nel teatro dove deve incontrare la ladra Galina, ma l'intrusione dei soldati slovacchi li costringe alla fuga dal teatro. E una volta fuori prendono un taxi, gettando fuori dall'auto il conducente e dandosi a una folle fuga in auto. Scampati alla morte, Jacques chiede al suo capo un'alternativa per lasciare la città, ma riceve una risposta negativa. Così seguendo le istruzioni prende il treno 681 e chiede dello scompartimento 2-C, ma una volta sul treno decidono di prendere lo scompartimento 1-B.
Entrati nel territorio austriaco, un gruppo di terroristi sale sul treno, accoltellano il macchinista e si impossessano della guida e mettono fuori uso i cellulari. Nel frattempo sale sul treno anche la moglie di Jacques coi loro due figli nell'intenzione di fargli una sorpresa; ma vedono il loro padre in compagnia di Galina e pensino si tratti di un'amante. Jacques cerca di salvare il suo matrimonio, ma ecco che i terroristi spostano tutti i passeggeri in un solo vagone. Jacques riesce a scappare picchiando uno degli aggressori e buttarlo giù dal treno, e Galina fugge per i condotti dell'aria. Jacques la va e cercare e la trova che ha il sopravvento su un aggressore spiegandogli che il loro capo Mason Cole sta cercando di impossessarsi dell'arma chimica che lei ha rubato. Un concentrato del vaiolo molto potente in grado di infettare milioni di persone.
Inseguiti dai criminali, Jacques e Galina vengono sorpresi, e nel cercare il contenitore metallico che contiene il liquido batteriologico una delle tre fiale rovescia il liquido, e i batteri presto contagiano tutte le persone sul treno. Jacques riesce ad avere la meglio su alcuni dei terroristi che cercano di ucciderlo, e con l'aiuto del capotreno si dirige nella cabina e prende il posto di guida riuscendo ad impedire la sosta del treno. Poco dopo chiama il generale della NATO e lo informa della situazione ma quando sente il rumore degli spari il generale si convince che quel treno debba essere abbattuto.
Jacques salta con una motocicletta giù dal treno per sfuggire alla sparatoria, ma è costretto a risalirvi in un secondo momento. Nel frattempo Mason scopre i suoi componenti familiari a bordo del treno e gli comunica di recarsi nello scompartimento 5-B prima che li uccida.
Jacques si reca così allo scompartimento e ingaggia una lotta con Mason prima di ucciderlo. Ma ora deve anche evitare che la NATO bombardi il treno dal momento che ha tutte le intenzioni di farlo precipitare giù da un ponte. Con l'aiuto degli altri passeggeri riesce a fermare la corsa del mezzo prima che precipiti. I passeggeri vengono tratti in salvo e grazie alle rimanenti fiale del liquido si ricava un vaccino. Giunge anche Lars a far visita a Jacques, ma quest'ultimo è convinto della sua combutta con Mason per avergli dato l'ordine di prendere quel treno e uno scompartimento preciso che è stato quello difatti dove è stato cercato. Nonostante Lars neghi tutto, Jacques gli sferra un pugno e dà ordine di arrestarlo.

## Curiosità
- Subito dopo i titoli di testa compare un panorama di Firenze con il Campanile di Giotto e la cupola del Brunelleschi. In sovrimpressione la scritta esplicativa: Vienna, Austria.
- È il terzo film in cui Jean-Claude Van Damme recita insieme al figlio Kristopher Van Varenberg dopo Universal Soldier del 1992 e La prova del 1996.
- Il film è uno dei tanti ispirati a Trappola di cristallo, oppure a Trappola sulle Montagne Rocciose, dove un gruppo di uomini prende in pugno degli ostaggi all'interno di una costruzione, e un eroe combatte i sequestratori.